# Bagrat V de Geòrgia
Bagrat V conegut com el gran fou rei de Geòrgia del 1360 al 1393. Era fill de David IX al qual va succeir en el tron, però abans va ser associat a la corona (1355-1360).
Es va casar amb Elena (morta el 1366) filla de l'emperador Basili de Trebisonda i després amb Anna Comnena (morta el 1406 o més tard) filla d'Aleix III Comné de Trebisonda.
En la guerra que sostenien l'horda d'or i Tamerlà (Timur Shah, Timur Lenk), car ambdós volien dominar l'Azerbaidjan, aquest últim va fer una campanya en aquesta regió. El rei Bagrat era aliat del khan Toktamish així que Tamerlà després de la campanya a l'Azerbaidjan va entrar a Geòrgia i va assetjar Tblisi i la va conquerir el 21 de novembre de 1386. Bagrat va ser fet presoner amb la seva família. Tamerlà va saquejar Geòrgia i se'n va entornar emportant-se a Bagrat. Arribats a la regió del Karabakh el rei georgià va haver de convertir-se a l'islam i prometre que islamitzaria tot el país. Aconseguit això va donar un exèrcit de dotze mil homes a Bagrat i el va reenviar cap a Geòrgia. Però Bagrat no volia renunciar a la fe, i posat en contacte secret amb els seus fills va planejar que eliminaria l'exèrcit tan bon punt entressin a terres georgianes. Així va ser. Caiguts en una emboscada els dotze mil soldats van ser eliminats. Tamerlà es va posar furiós i va decidir de suspendre la campanya que tenia preparada i marxar contra Geòrgia. A la primavera del 1387 els georgians estaven preparats. L'exèrcit de Tamerlà va entrar el país, però va trobar una resistència ferotge, i va tenir moltes baixes, tot i així els georgians van ser derrotats però com que Tamerlà va tenir notícies de l'entrada de Toktamish a l'Azerbaidjan, va deixar Geòrgia on no va retornar fins després d'uns anys, quan ja Bagrat havia mort. El 1387 aprofitant aquests fets, el duc de Chorapan (Imerècia) es va revoltar i es va proclamar rei d'Imerècia que es va fer independent després de pertànyer a Kartli des del 1330. El 1392 va reconquerir l'Imerècia i va declarar el regne suprimit.
Bagrat va morir el 1393 i el va succeir el seu fill Jordi VII.